# Dodge C-Serie

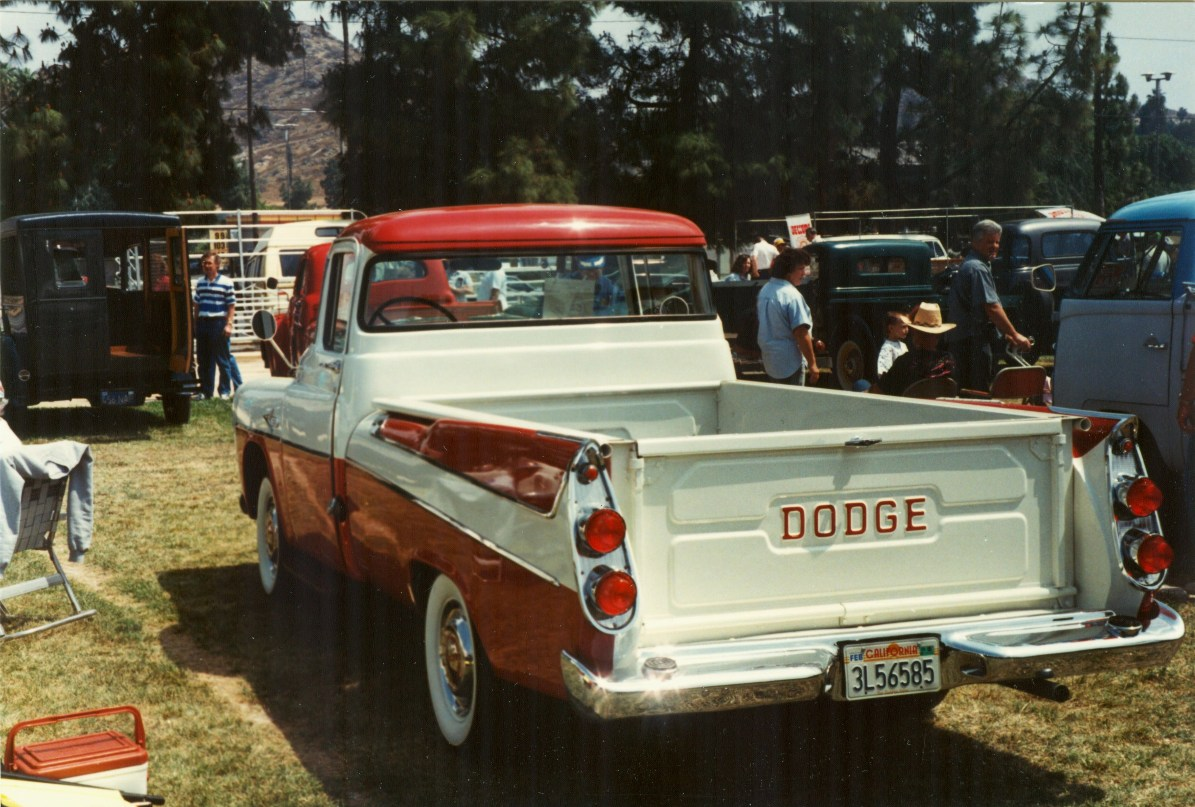
1957 Dodge Sweptside

Die Dodge C-Serie war eine Baureihe von Pickups, die die Dodge-Division von Chrysler 1954 bis 1960 anbot. Sie ersetzte die B-Serie und wurde ihrerseits von der D-Serie 1961 abgelöst.
Die C-Serie war neu konstruiert und beruhte nicht, wie der Vorgänger, auf den Fahrgestellen des Vorkriegs-LKWs. Die Führerhäuser hatten große Fensterflächen und 1955 führte Dodge Panoramascheiben ein. Die neue PowerFlite-Automatik mit zwei Fahrstufen war in diesem Jahr die große Neuheit für Pickups.
1957 nannte Dodge die von Chrysler-Hemi-Motoren angetriebenen Pickups Power Giant, führte Servolenkung, Bremskraftverstärker und Automatikgetriebe mit 3 Fahrstufen ein. Das elektrische System wurde auf 12 Volt umgestellt.
Die Pritsche mit flachen Seiten (die daher auch breiter war), namens Sweptline, kam 1959. Auch übernahm man die übliche Typenbezeichnung für Pickups, die auch Ford und GM damals benutzten. So hieß der 0,5-Tonner jetzt D100. Fahrzeuge ab einem zulässigen Gesamtgewicht von 4.000 kg erhielten Zwillingsreifen. (Utiline-Version, heute als „Dualie“ bekannt).
Motoren:
- 1957–1960: Chrysler-Reihensechszylinder, seitengesteuert, 120 bhp (90 kW)
- -1969: Chrysler-V8, 3.949 cm³, FirePower „Red Ram“, 133 bhp (99 kW)
- -1959: Chrysler-V8, 5.424 cm³, FirePower, 172 bhp (128 kW)
- 1957–1959: Chrysler-V8, 5.161 cm³, FirePower „Red Ram“, 204 bhp (152 kW)
- 1959-: Chrysler-V8, 5.211 cm³ A-Typ, 200 bhp (149 kW)

Da die C-Serie immer noch auf der alten Konstruktion des Führerhauses beruhte, wurde der Name auch für die mittleren und schweren LKWs bis zum Modelljahr 1975 verwendet (lange nachdem die meisten leichten LKWs den neuen Namen D-Serie erhalten hatten).